# Missões diplomáticas de Vanuatu

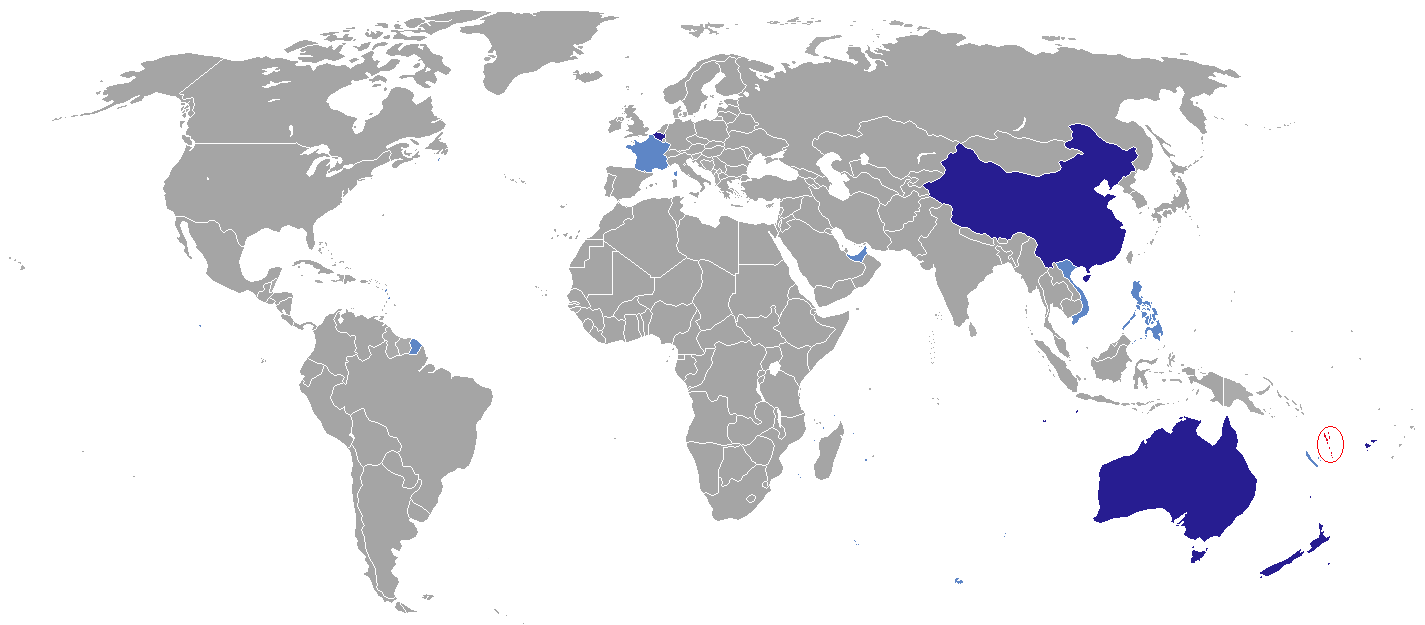
Missões diplomáticas de Vanuatu

Abaixo estão listadas as embaixadas e consulados de Vanuatu:

## África
- Marrocos
  - Rabat (Embaixada)

## Ásia
- China
  - Pequim (Embaixada)

## Europa
- Bélgica
  - Bruxelas (Embaixada)
- França
  - Nouméa, Nova Caledónia (Consulado-Geral)

## Oceania
- Austrália
  - Canberra (Alta comissão)
- Nova Zelândia
  - Auckland (Consulado-Geral)

## Organizações multilaterais
- Nova Iorque (Missão permanente de Vanuatu ante as Nações Unidas)